# 阿林保
阿林保（？—1810年1月11日），字雨窗，卒谥敬敏，舒穆禄氏，满洲正白旗人，清朝官员，曾任山东盐运使、湖南巡抚、闽浙总督、两江总督等职，著有《适园诗录》。

## 生平
阿林保为满洲正白旗人，舒穆禄氏，父亲是安福。阿林保監生出身，乾隆三十一年（1766年）考中笔帖式。乾隆四十九年（1784年），两江总督萨载保举阿林保以知府引见。乾隆五十三年（1788年），擢升山东盐运使，署理山东按察使。乾隆四十五年春夏之交，阿林保将盐运使衙门营造为一座园林式官舍，即也可园。山东盐运使在职期间，因事被降为道员任用。乾隆六十年（1795年），阿林保被授职为长芦盐运使。
嘉庆四年十一月廿八日（1799年12月24日），阿林保任江西按察使。嘉慶六年三月十一日（1801年4月23日），调任江蘇按察使。嘉慶七年九月九日（1802年10月5日），调任安徽布政使。嘉庆八年二月二日（1803年3月24日），调任安徽巡撫。嘉庆八年十二月三日（1804年1月15日），调任湖南巡抚，其未到任前，由奉差之刑部右侍郎賡音署理湖南巡抚。嘉庆十年（1805年），派兵镇压永绥厅苗族起义，并沿边设立屯堡，整肃斥堠。嘉庆十一年五月十九日（1806年7月5日），擢升閩浙總督，其未到任前，由溫承惠暫署。阿林保在闽浙总督任上曾因弹劾李长庚“玩寇”而被清仁宗申饬。嘉慶十四年七月十四日（1809年8月24日），調任兩江總督。嘉慶十四年十二月七日（1810年1月11日），于兩江總督任上去世。

## 相关
阿林保著有《适园诗录》。阿林保是济南大明湖小沧浪园的创建者，其在山东盐运使任上还曾修缮铁公祠。